# Greco-Verteidigung
Die Greco-Verteidigung, benannt nach Gioacchino Greco, ist eine Schacheröffnung, die zu den offenen Spielen zählt.
Sie beginnt mit den Zügen:
1. e2–e4 e7–e5
2. Sg1–f3 Dd8–f6?!
Von den für Schwarz vielfältigen zur Verfügung stehenden Möglichkeiten, den Bauern e5 zu decken, gilt 2. … Dd8–f6 als eine schwächere Wahl. Die Dame wird demnach mit diesem Zug zu früh entwickelt und nimmt auf f6 dem Königsspringer sein natürliches Entwicklungsfeld. Diese Art der Verteidigung des e5-Bauern zählt neben 2. … Lf8–d6?! und 2. … f7–f6? (Damianos Verteidigung) als schwächere schwarze Fortsetzung, obwohl es keine zwingende Widerlegung gibt. Der Vorteil von Weiß liegt in besseren Entwicklungsmöglichkeiten für seine Figuren. Als bessere Züge für Schwarz werden 2. … Sb8–c6 (mit Übergang zu Vierspringerspiel, Schottischer Partie, Italienischer Partie oder Spanischer Partie); 2. … d7–d6 (Philidor-Verteidigung) oder die Gegenattacke 2. … Sg8–f6 (Russische Verteidigung) angesehen.
3. Lf1–c4 Df6–g6
4. 0–0 Dg6xe4
5. Lc4xf7+ (auf ...Ke8xf7 folgt 6. Sf3–g5+ nebst Sg5xe4 mit Damenverlust) nun hat Schwarz die Wahl zwischen Ke8–d8 oder Ke8–e7.